# Палаццо делла Герардеска
Палаццо делла Герардеска (итал. Palazzo della Gherardesca) — палаццо (дворец) XV века во Флоренции (Тоскана), Италия, в стиле Возрождения. Памятник истории и архитектуры. Расположен по адресу Борго Пинти 99 в центральной части города.

## История
Дворец был построен в кратчайшие сроки на участке земли с фермерским домом, который ранее принадлежал Оспедале дельи Инноченти (Воспитательному дому), между 1473 и 1480 годами для Бартоломео Скала, канцлера Республики, литератора, дипломата и ближайшего помощника герцога Лоренцо Медичи Великолепного. По приказу нового владельца архитектор Джулиано да Сангалло построил кази́но, которое оставалось во владении семьи до 1585 года: самая старая часть, как предполагается, относится к периоду 1490—1529 годов и включает прекрасный квадратный двор, богатый барельефами, В память об этом периоде сохранилась мемориальная доска на фасаде и герб Бартоломео Скала.
По наследству, через трёх дочерей Скала, дворец в 1585 году перешёл к семье Медичи и был украшен многими произведениями искусства. После избрания в 1605 году Льва XI (Медичи) на папский престол имущество перешло к его сестре Констанце, которая вышла замуж за Уго делла Герардеска. Во время карнавала 1616 года здесь состоялось первое представление «Орфея» Доменико Белли, сыгранное между двумя актами «Аминты» Торквато Тассо.
Семья Герардеска владела дворцом в течение трёх столетий, обогащая его произведениями искусства, такими как фреска Вольтеррано и расширяя его после первоначального вмешательства Герардо Сильвани в 1632 году по проекту архитектора Антонио Мария Ферри.
В тот краткий период, когда Флоренция была столицей объединённой Италии, комплекс пострадал из-за сноса стен в 1869 году и создания новых улиц.
В 1882 году дворец был продан бывшему хедиву Египта Исмаилу-паше, который, однако, вскоре продал его, так как не получил разрешения на создание там своего гарема. Затем здание перешло во владение Итальянского общества южных железных дорог, а потом, в 1940 году, Итальянского металлургического общества.
В 1940—1942 годах комплекс подвергся масштабной реставрации, которая была инициирована самим Металлургическим обществом и проходила под руководством молодого архитектора Пьеро Санпаолези. Дворец подвергся радикальной реставрации по случаю создания пятизвездочного отеля сети «Four Seasons», открытого в июне 2008 года.
Дворец фигурирует в списке, составленном в 1901 году Главным управлением древностей и изящных искусств, как монументальное здание, подлежащее признанию национальным художественным наследием.

## Архитектура
Здание было одним из прототипов так называемых «домов наслаждений» (casini di delizie), то есть городских домов, похожих на сельские виллы, окружённых большими парками и садами, которые были в моде в XVIII веке.
Главный фасад имеет три этажа с семь осей по вертикали; центральный портал венчает небольшая терраса, которая в свою очередь увенчана французским окном на первом этаже, характеризующимся ломаным полуциркульным фронтоном, в который помещён коронованный щит с гербом делла Герардеска. Портал датируется 1716—1717 годами и приписывается архитектору Джованни Баттисте Фоджини. На левой стороне фасада находится герб семьи Скала, а также мемориальная доска, напоминающая о семьях, владевших зданием.
Большой квадратный двор с круглыми арками на опорах с пилястрами, достигающими верхнего этажа, где находится ряд двойных прямоугольных окон. Первоначальное решение на протяжении столетий обогащалось необычным декоративным циклом, состоящим из картин (путти на арках и гротески в верхнем регистре) и барельефов (серия из двенадцати больших лепных барельефов с античными сюжетами, приписываемая Джулиано да Сангалло), которые создают декоративный фриз между линией земли и поясом подоконников на первом этаже. Лоджия, огибающая его, имеет сводчатый потолок с удивительным полихромным кессонным декором, вдохновлённым древнеримскими домами. Ныне двор перекрыт световым плафоном XIX века работы Пьеро Санпаолези, который лучше сохраняет художественные произведения.
Фреска Вольтеррано в небольшой комнате, изображающая «Слепоту человеческого разума, освещённого Истиной», датируется 1666 годом.

## Галерея
- Герб семьи Герардеска
- Кортиле (двор)
- Кессонированный свод лоджии. Джулиано да Сангалло
- Студиоло
- Капелла
- Сады палаццо
- Моноптер
- Фонтан